# Sistema de Dahlgren
Um dos sistemas modernos de taxonomia vegetal, o sistema de Dahlgren, foi publicado pelo especialista em monocotiledóneas, Rolf Dahlgren.
- classe Magnoliopsida
subclasse Magnoliidae
superordem Magnolianae
ordem Annonales
família Annonaceae
família Myristicaceae
família Eupomatiaceae
família Canellaceae
família Austrobaileyaceae
ordem Aristolochiales
família Aristolochiaceae
ordem Rafflesiales
família Rafflesiaceae
família Hydnoraceae
ordem Magnoliales
família Degeneriaceae
família Himantandraceae
família Magnoliaceae
ordem Lactoridales
família Lactoridaceae
ordem Winterales
família Winteraceae
ordem Chloranthales
família Chloranthaceae
ordem Illiciales
família Illiciaceae
família Schisandraceae
ordem Laurales
família Amborellaceae
família Trimeniaceae
família Monimiaceae
família Gomortegaceae
família Calycanthaceae
família Lauraceae
ordem Nelumbonales
família Nelumbonaceae
superordem Nymphaeanae
ordem Piperales
família Saururaceae
família Piperaceae
ordem Nymphaeales
família Cabombaceae
família Nymphaeaceae
família Ceratophyllaceae
superordem Ranunculanae
ordem Ranunculales
família Lardizabalaceae
família Sargentodoxaceae
família Menispermaceae
família Kingdoniaceae
família Circaeasteraceae
família Ranunculaceae
família Hydrastidaceae
família Berberidaceae
ordem Papaverales
família Papaveraceae
família Fumariaceae
superordem Caryophyllanae
ordem Caryophyllales
família Molluginaceae
família Caryophyllaceae
família Phytolaccaceae
família Achatocarpaceae
família Agdestidaceae
família Basellaceae
família Portulacaceae
família Stegnospermataceae
família Nyctaginaceae
família Aizoaceae
família Halophytaceae
família Cactaceae
família Didiereaceae
família Hectorellaceae
família Chenopodiaceae
família Amaranthaceae
superordem Polygonanae
ordem Polygonales
família Polygonaceae
superordem Plumbaginanae
ordem Plumbaginales
família Plumbaginaceae
família Limoniaceae
superordem Malvanae
ordem Malvales
família Sterculiaceae
família Plagiopteraceae
família Bixaceae
família Cochlospermaceae
família Cistaceae
família Sphaerosepalaceae
família Sarcolaenaceae
família Huaceae
família Tiliaceae
família Dipterocarpaceae
família Bombacaceae
família Malvaceae
ordem Urticales
família Ulmaceae
família Moraceae
família Cecropiaceae
família Barbeyaceae
família Cannabaceae
família Urticaceae
ordem Euphorbiales
família Euphorbiaceae
família Simmondsiaceae
família Pandaceae
família Aextoxicaceae
família Dichapetalaceae
ordem Thymelaeales
família Gonystylaceae
família Thymelaeaceae
ordem Rhamnales
família Rhamnaceae
superordem Violanae
ordem Violales
família Flacourtiaceae
família Berberidopsidaceae
família Aphloiaceae
família Physenaceae
família Passifloraceae
família Dipentodontaceae
família Peridiscaceae
família Scyphostegiaceae
família Violaceae
família Turneraceae
família Malesherbiaceae
família Caricaceae
ordem Cucurbitales
família Achariaceae
família Cucurbitaceae
família Begoniaceae
família Datiscaceae
ordem Salicales
família Salicaceae
ordem Tamaricales
família Tamaricaceae
família Frankeniaceae
ordem Capparales
família Capparaceae
família Brassicaceae
família Tovariaceae
família Resedaceae
família Gyrostemonaceae
família Bataceae
família Moringaceae
ordem Tropaeolales
família Tropaeolaceae
família Limnanthaceae
ordem Salvadorales
família Salvadoraceae
superordem Theanae
ordem Dilleniales
família Dilleniaceae
ordem Paeoniales
família Glaucidiaceae
família Paeoniaceae
ordem Theales
família Stachyuraceae
família Pentaphylacaceae
família Marcgraviaceae
família Quiinaceae
família Ancistrocladaceae
família Dioncophyllaceae
família Nepenthaceae
família Medusagynaceae
família Caryocaraceae
família Strasburgeriaceae
família Ochnaceae
família Chrysobalanaceae
família Oncothecaceae
família Scytopetalaceae
família Theaceae
família Bonnetiaceae
família Clusiaceae
família Elatinaceae
ordem Lecythidales
família Lecythidaceae
superordem Primulanae
ordem Primulales
família Myrsinaceae
família Aegicerataceae
família Theophrastaceae
família Primulaceae
família Coridaceae
ordem Ebenales
família Sapotaceae
família Styracaceae
família Lissocarpaceae
família Ebenaceae
superordem Rosanae
ordem Trochodendrales
família Trochodendraceae
família Tetracentraceae
ordem Cercidiphyllales
família Cercidiphyllaceae
família Eupteleaceae
ordem Hamamelidales
família Hamamelidaceae
família Platanaceae
família Myrothamnaceae
ordem Balanopales
família Balanopaceae
ordem Fagales
família Nothofagaceae
família Fagaceae
família Corylaceae
família Betulaceae
ordem Juglandales
família Rhoipteleaceae
família Juglandaceae
ordem Myricales
família Myricaceae
ordem Casuarinales
família Casuarinaceae
ordem Buxales)
família Buxaceae
família Daphniphyllaceae
família Didymelaceae
ordem Geissolomatales
família Geissolomataceae
ordem Cunoniales
família Cunoniaceae
família Baueraceae
família Brunelliaceae
família Davidsoniaceae
família Eucryphiaceae
ordem Saxifragales
família Saxifragaceae
família Francoaceae
família Greyiaceae
família Brexiaceae
família Grossulariaceae
família Iteaceae
família Cephalotaceae
família Crassulaceae
família Podostemaceae
ordem Droserales
família Droseraceae
família Lepuropetalaceae
família Parnassiaceae
ordem Rosales
família Rosaceae
família Neuradaceae
família Malaceae
família Amygdalaceae
família Anisophylleaceae
família Crossosomataceae
família Surianaceae
família Rhabdodendraceae
ordem Gunnerales
família Gunneraceae
superordem Proteanae
ordem Proteales
família Proteaceae
ordem Elaeagnales
família Elaeagnaceae
superordem Myrtanae
ordem Myrtales
família Psiloxylaceae
família Heteropyxidaceae
família Myrtaceae
família Onagraceae
família Trapaceae
família Lythraceae
família Combretaceae
família Melastomataceae
família Memecylaceae
família Crypteroniaceae
família Oliniaceae
família Penaeaceae
família Rhynchocalycaceae
família Alzateaceae
ordem Haloragales
família Haloragaceae
superordem Rutanae
ordem Sapindales
família Coriariaceae
família Anacardiaceae
família Leitneriaceae
família Podoaceae
família Sapindaceae
família Hippocastanaceae
família Aceraceae
família Akaniaceae
família Bretschneideraceae
família Emblingiaceae
família Staphyleaceae
família Melianthaceae
família Sabiaceae)
família Meliosmaceae
família Connaraceae
ordem Fabales
família Mimosaceae
família Caesalpiniaceae
família Fabaceae
ordem Rutales
família Rutaceae
família Ptaeroxylaceae
família Cneoraceae
família Simaroubaceae
família Tepuianthaceae
família Burseraceae
família Meliaceae
ordem Polygalales
família Malpighiaceae
família Trigoniaceae
família Vochysiaceae
família Polygalaceae
família Krameriaceae
ordem Geraniales
família Zygophyllaceae
família Peganaceae
família Nitrariaceae
família Geraniaceae
família Vivianiaceae
família Ledocarpaceae
família Biebersteiniaceae
família Dirachmaceae
família Balanitaceae
ordem Linales
família Linaceae
família Humiriaceae
família Ctenolophonaceae
família Ixonanthaceae
família Erythroxylaceae
família Lepidobotryaceae
família Oxalidaceae
ordem Celastrales
família Stackhousiaceae
família Lophopyxidaceae
família Cardiopteridaceae
família Corynocarpaceae
família Celastraceae
ordem Rhizophorales
família Rhizophoraceae
família Elaeocarpaceae
ordem Balsaminales
família Balsaminaceae
superordem Vitanae
ordem Vitales
família Vitaceae
superordem Santalanae
ordem Santalales
família Olacaceae
família Opiliaceae
família Loranthaceae
família Medusandraceae
família Misodendraceae
família Eremolepidaceae
família Santalaceae
família Viscaceae
superordem Balanophoranae
ordem Balanophorales
família Cynomoriaceae
família Balanophoraceae
superordem Aralianae
ordem Pittosporales
família Pittosporaceae
família Tremandraceae
família Byblidaceae
ordem Araliales
família Araliaceae
família Apiaceae
superordem Asteranae
ordem Campanulales
família Pentaphragmataceae
família Campanulaceae
família Lobeliaceae
ordem Asterales
família Asteraceae
superordem Solananae
ordem Solanales
família Solanaceae
família Sclerophylacaceae
família Goetzeaceae
família Convolvulaceae
família Cuscutaceae
família Cobaeaceae
família Polemoniaceae
ordem Boraginales
família Hydrophyllaceae
família Ehretiaceae
família Boraginaceae
família Lennoaceae
família Hoplestigmataceae
superordem Ericanae
ordem Bruniales
família Bruniaceae
família Grubbiaceae
ordem Fouquieriales
família Fouquieriaceae
ordem Ericales
família Actinidiaceae
família Clethraceae
família Cyrillaceae
família Ericaceae
família Empetraceae
família Monotropaceae
família Pyrolaceae
família Epacridaceae
ordem Stylidiales
família Stylidiaceae
ordem Sarraceniales
família Sarraceniaceae
superordem Cornanae
ordem Cornales
família Garryaceae
família Alangiaceae
família Nyssaceae
família Cornaceae
família Roridulaceae
família Davidiaceae 
família Escalloniaceae
família Helwingiaceae
família Torricelliaceae
família Aucubaceae
família Aralidiaceae
família Diapensiaceae
família Phellinaceae
família Aquifoliaceae 
família Paracryphiaceae 
família Sphenostemonaceae 
família Symplocaceae 
família Icacinaceae 
família Montiniaceae
família Columelliaceae
família Alseuosmiaceae
família Hydrangeaceae
família Sambucaceae
família Viburnaceae
família Menyanthaceae
família Adoxaceae
família Phyllonomaceae
família Tribelaceae
família Eremosynaceae
família Pterostemonaceae
família Tetracarpaeaceae
ordem Eucommiales
família Eucommiaceae
ordem Dipsacales
família Caprifoliaceae
família Valerianaceae
família Dipsacaceae
família Morinaceae
família Calyceraceae
superordem Loasanae
ordem Loasales
família Loasaceae
superordem Gentiananae
ordem Goodeniales
família Goodeniaceae
ordem Oleales
família Oleaceae
ordem Gentianales
família Desfontainiaceae
família Loganiaceae
família Dialypetalanthaceae
família Rubiaceae
família Theligonaceae
família Gentianaceae
família Saccifoliaceae
família Apocynaceae
família Asclepiadaceae
superordem Lamianae
ordem Lamiales
família Retziaceae
família Stilbaceae
família Buddlejaceae
família Scrophulariaceae
família Myoporaceae
família Globulariaceae
família Plantaginaceae
família Lentibulariaceae
família Pedaliaceae
família Trapellaceae
família Martyniaceae
família Gesneriaceae
família Bignoniaceae
família Acanthaceae
família Verbenaceae
família Lamiaceae
família Callitrichaceae
ordem Hydrostachyales
família Hydrostachyaceae
ordem Hippuridales
família Hippuridaceae
subclasse Liliidae
superordem Alismatanae
ordem Alismatales
família Aponogetonaceae
família Butomaceae
família Hydrocharitaceae
família Limnocharitaceae
família Alismataceae
ordem Najadales
família Scheuchzeriaceae
família Juncaginaceae
família Najadaceae
família Potamogetonaceae
família Zosteraceae
família Posidoniaceae
família Cymodoceaceae
família Zannichelliaceae
superordem Triuridanae
ordem Triuridales
família Triuridaceae
superordem Aranae
ordem Arales
família Araceae
família Acoraceae
família Lemnaceae
superordem Lilianae
ordem Dioscoreales
família Trichopodaceae
família Dioscoreaceae
família Stemonaceae
família Taccaceae
família Trilliaceae
família Rhipogonaceae
família Petermanniaceae
família Smilacaceae
ordem Asparagales
família Philesiaceae
família Luzuriagaceae
família Convallariaceae
família Dracaenaceae
família Asparagaceae
família Ruscaceae
família Herreriaceae
família Nolinaceae
família Asteliaceae
família Dasypogonaceae
família Calectasiaceae
família Blandfordiaceae
família Xanthorrhoeaceae
família Agavaceae
família Hypoxidaceae
família Tecophilaeaceae
família Lanariaceae
família Ixioliriaceae
família Cyanastraceae
família Phormiaceae
família Doryanthaceae
família Eriospermaceae
família Asphodelaceae
família Anthericaceae
família Aphyllanthaceae
família Hemerocallidaceae
família Hostaceae
família Hyacinthaceae
família Alliaceae
família Amaryllidaceae
ordem Liliales
família Colchicaceae
família Uvulariaceae
família Iridaceae
família Alstroemeriaceae
família Calochortaceae
família Liliaceae
ordem Melanthiales
família Melanthiaceae
família Campynemataceae
ordem Burmanniales
família Burmanniaceae
família Corsiaceae
ordem Orchidales
família Neuwiediaceae
família Apostasiaceae
família Cypripediaceae
família Orchidaceae
superordem Bromelianae
ordem Velloziales
família Velloziaceae
ordem Bromeliales
família Bromeliaceae
ordem Haemodorales
família Haemodoraceae
ordem Philydrales
família Philydraceae
ordem Pontederiales
família Pontederiaceae
ordem Typhales
família Typhaceae
superordem Zingiberanae
ordem Zingiberales
família Lowiaceae
família Musaceae
família Heliconiaceae
família Strelitziaceae
família Zingiberaceae
família Costaceae
família Cannaceae
família Marantaceae
superordem Commelinanae
ordem Commelinales
família Mayacaceae
família Commelinaceae
família Xyridaceae
família Rapateaceae
família Eriocaulaceae
ordem Hydatellales
família Hydatellaceae
ordem Cyperales
família Juncaceae
família Thurniaceae
família Cyperaceae
ordem Poales
família Flagellariaceae
família Joinvilleaceae
família Restionaceae
família Centrolepidaceae
família Poaceae
superordem Arecanae
ordem Hanguanales
família Hanguanaceae
ordem Arecales
família Arecaceae
superordem Cyclanthanae
ordem Cyclanthales
família Cyclanthaceae
superordem Pandananae
ordem Pandanales
família Pandanaceae